# Centrale de règlement des titres
La Centrale de règlement des titres (CRT) est une association française chargée du traitement des titres-restaurant, pour le compte des sociétés émettrices. Elle se charge également du remboursement auprès des professionnels de la restauration agréés.

## Histoire
L'association loi de 1901 a été fondé en 1972 par Edenred France, le Groupe UP et Sodexo Pass France.
Le 1er octobre 2002, une quatrième société émettrice rejoint la CRT, Natixis Intertitres.
Le 1er janvier 2016, l'association CRT distingue ses activités entre la CRT Traitement et CRT Services.

## Membres
Au 1er novembre 2021, les sociétés émettrices de titres-restaurant sont :
| Nom de la société   | Nom de la solution |
| Natixis Intertitres | APETIZ             |
| Benefiz             | Benefiz            |
| Sodexo Pass France  | Pass Restaurant    |
| Octoplus            | Resto Flash        |
| Swile               | Swile              |
| Edenred France      | Ticket Restaurant  |
| Groupe Up           | UpDéjeuner         |
| Wedoofood           | Wedoofood          |
| Wiismile            | Wiismile           |
| Worklife            | Worklife           |

## Organisation

### CRT Traitement
La CRT Traitement traiter les titres-restaurant des émetteurs adhérents pour les rembourser aux professionnels de la restauration agréés.
Après réception au centre de traitement, les titres sont scannés sur des machines de technique de pointe et à haute vitesse avec un module d’invalidation afin de rendre le titre inutilisable. Ces machines lisent 90 000 titres à l’heure. Un process de capture d’images de nouvelle génération a été développé spécialement pour la CRT Traitement et ses volumes. Ce processus facilite la traçabilité, la consultation et l’archivage des titres. 
Les bordereaux de remise et les titres correspondants sont analysés en parallèle et rapprochés informatiquement.

### CRT Service
La CRT Services imprime les lettres-chèques issue du traitement du CRT Traitement. Les affiliés au service reçoivent un chèque par émetteur de titres-restaurant présents dans la remise envoyer à la CRT Traitement.
La CRT Services compte aujourd’hui plus de 180 000 affiliés dans les métiers de la restauration ou assimilés.

## Fonctionnement
L'affiliation des professionnels de la restauration s'effectue auprès de la CNTR.

### Demande de remboursement
Les demandes de paiement peuvent être envoyé au CRT par 3 méthodes différentes : le dépôt en centres de collecte partenaires, comme Metro Cash & Carry ou Promocash ; posté par enveloppe affranchie sécurisée ou récupérer sur site.

### Remboursement
À la suite du traitement du bordereau de remise par la Centrale de Règlement des Titres. Le délai maximal de traitement est fixé par la loi à 21 jours. Les paiements dématérialisés, réalisés par carte, sont quant à eux remboursés dans les 48 h.

### Coût de la prestation
Les modalités tarifaires de commissionnement et de traitement sont déterminés par chaque société émettrice. Celle-ci sont variables, entre 1,5 et 3,8 %, en fonction du support de paiement (papier ou dématérialisé) et du délai de remboursement souhaité. Des coûts additionnels peuvent être facturés en cas de dépôt jugé non conforme (bordereau mal rempli, absence de cachet, etc.),. 

## Controverse
Le 18 décembre 2019, l'Autorité de la concurrence française sanctionne par une amende de 414,7 millions d’euros une entente anticoncurrentielle sur les tickets restaurants liant les entreprises Edenred France, gérant la marque Ticket Restaurant, Groupe Up, gérant la marque Chèque Déjeuner, Natixis Intertitres, gérant la marque Chèque de table, et Sodexo Pass France, gérant la marque Pass Restaurant ainsi que Centrale de règlement des titres[pourquoi ?].